# Jordan Archer
Jordan Gideon Archer (ur. 12 kwietnia 1993 w Walthamstow) – szkocki piłkarz występujący na pozycji bramkarza w Queens Park Rangers.